# قاعدة قوات الدفاع الذاتي اليابانية في جيبوتي
قاعدة قوات الدفاع الذاتي اليابانية في جيبوتي  (ジブチ共和国における自衛隊拠点)هي قاعدة عسكرية تديرها قوات الدفاع الذاتي اليابانية تقع بالقرب من أمبولي، جيبوتي. تستخدم القوات المعسكرة في القاعدة مهبط طائرات مطار جيبوتي الدولي. وهي أول وأكبر قاعدة عسكرية يابانية وراء البحار.

## خلفية
منذ تأسيسها في الخمسينيات في أعقاب الحرب العالمية الثانية، لم تهتم قوات الدفاع الذاتي اليابانية إلا بالدفاع عن الجزر الأصلية. في تسعينيات القرن العشرين، تم إرسال وحدات قوة الدفاع المشتركة إلى كمبوديا تحت إشراف الأمم المتحدة وإلى العراق للمساعدة في جهود إعادة الإعمار. كانت تلك مهام قصيرة نسبياً واستخدمت قواعد مؤقتة.
عام 2009، رداً على القرصنة الصومالية قام أعضاء الاتحاد الأوروبي، الناتو وبلدان أخرى من بينها اليابان، الصين، استراليا، وغيرها بنشر أفراد، موارد جوية وبحرية كجزء من التدابير المضادة للقرصنة. عام 2009 مرر برلمان اليابان «قانون التدابير المضادة للقرصنة».
من مارس 2009 نشرت قوات الدفاع الذاتي اليابانية في جيبوتي مدمرات من طراز جي‌إس سازانامي وجي‌إسساميدار (دي‌دي-106). كما نشرت طائرتي دورية طراز لوكهيد بيه-3 أوريون في جيبوتي، التي بدأت دورياتها في 11 يونيو 2009. من 2009 حتى 2011 كانت الطائرات تنطلق من معسكر ليمونيه، الذي تديره البحرية الأمريكية .

## التاريخ
في عام 2011 نشرت قوات الدفاع الذاتي اليابانية في قاعدها بجيبوتي 180 فرد يتم تبديلهم كل أربع أشهر، ومقر قيادة، ومرافق إيواء، بتكلفة 4.7 مليون ين (40 مليون دولار أمريكي).
عام 2015 نُشرت طائرة الدورية الجديدة كاواساكي بي-1 في القاعدة، واستمرت اختباراتها العملياتية في المناخ الاستوائي والصحراوي.
في أغسطس 2016، قام وزيرة الدفاع الياباني في ذلك الوقت، تومومي إنادا بزيارة للقاعدة.
عام 2016 أعلن أن الحكومة اليابانية تنظر في توسيع الموقع 12 فدان إضافية باستئجار المزيد من الأراضي شرقاً.وتدرس نشر طائرة سي-130 هيروكلس ومركبات مدرعة طراز بوشماستر. وورد أن هذا الأمر مبرره أن تتمكن اليابان من إنقاذ المواطنين اليابانيين بسهولة أكبر في إفريقيا.
من 25 سبتمبر- 2 أكتوبر 2017 قامت قوات الدفاع الذاتي اليابانية بالتدريب على عمليات الإنقاذ في جيبوتي من أجل إنقاذ مواطنيها.
في نوفمبر 2017، نُشرت طائرة طراز سي-2 من سرب الجسر التكتيكي رقم 403 لأول مرة في القاعدة.
في نوفمبر 2017 تأكد أن القاعدة جرى توسيعها. تبلغ مساحة القاعدة حالياً 13 هكتار (30 فدان)، وستستأجر اليابان 3 هكتارات أخرى (7.4 فدان) على الجهة الشرقية للقاعدة.